# أتيلا مولنار
أتيلا مولنار هو سياسي مجري، ولد في 1971 في موشونمادياروفار ‏ في المجر. نشط حزبياً في فيدس – الاتحاد المدني المجري. وقد انتخب عضو الجمعية الوطنية المجرية ‏.